# Kopie (boom)
De kopie (Goupia glabra) of ook kaboekalli is een boom die groeit in Midden-Amerika.
Het verspreidingsgebied strekt zich uit over Brazilië, Bolivia, Peru, Colombia, de Guiana's en Panama.

## Beschrijving
Het is een grote half-bladverliezende boom van het kroondak van het regenwoud. Hij wordt tot 40 meter hoog. De stam kan 12-20 meter lang en 50–60 cm in doorsnede zijn. Hij komt in lagere bergwouden en moerasbossen voor maar bij voorkeur op zandgrond.
De stam is vaak krom en geeft een gladde grijze schors. (De naam glabra = glad verwijst daarnaar) De bladeren hebben een korte steel en staan afzonderlijk. Het blad is gaafrandig en ovaal met een lange punt. De bloeiwijze is merkwaardig. Uit de oksel van het blad ontspruit een dun steeltje van ca. 2 cm lengte. Daarop groeit een bol van kortere steeltjes met daaraan heel kleine vijftallige bloemetjes. Er wordt een vrij grote besvrucht gevormd. De zaadjes erin zijn weer zeer klein. Het zaad wordt door vogels en door apen (Sanguinus spp.) verspreid. De apen eten de bessen heel en nemen de zaden mee naar elders en deponeren ze daar in hun mest.

## Het rijpingsproces
In een studie in het zuiden van Venezuela is gekeken naar zeven vogelsoorten die de vruchten eten. Capito niger, Vireo olivaceus, Nannopsittaca panychlora, Hemithraupis flavicollis, Cyanerpes caeruleus, Dacnis cayana en Cyanerpes nitidus.
Bij het rijpingsproces verandert de vrucht van kleur van groen naar geel naar oranje naar rood naar paars en uiteindelijk zwart. De vruchten rijpen in verschillend tempo. Daarbij noemt ook de energie-inhoud van de vrucht toe van 6 kJ/g (groen) via 10 kJ/g (rood) naar 11 kJ/g voor een zwarte, rijpe vrucht. Tegelijkertijd verminderen het fenol-, stikstof- en tanninegehalte. Vogels van de zeven verschillende soorten eten het liefste zwarte vruchten hoewel paarse en soms ook rode vruchten wel gegeten worden. Groene vruchten worden zelden gegeten.

## Het hout
Het kernhout is roodbruin, zwaar, sterk en duurzaam. De dichtheid is 0,86 g/cm³. Het wordt in Suriname algemeen voor bouwhout en timmerwerk gebruikt. Het hout is wel gevoelig voor paalworm. In Suriname is de boom een aanzienlijke leverancier van commercieel hout:
| Rondhout in m³  | Rondhout in m³ | Rondhout in m³ | Rondhout in m³ |
|                 | 2014           | 2015           | 2016           |
| --------------- | -------------- | -------------- | -------------- |
| Kopie           | 24.556         | 30.237         | 33.869         |
| Totaal Klasse A | 455.585        | 517.758        | 548.046        |

In 2016 bracht de export van kopie US $2.573.079.- op.
Er zijn geen of nauwelijks groeiringen in het hout te onderkennen. De vaten in het hout meten 160-190 μm in doorsnee en er zijn er 5-10 per mm². Hun gemiddelde lengte is 0,7- 1,2 mm. De vaten zijn niet in een herkenbaar patroon gerangschikt en het hout is diffuus-poreus. De boom staat erom bekend dat hij snel open en verstoorde plekken in het bos kan opvullen met dichte secundaire groei van jonge kopieboompjes. Het is een snelle groeier die waardevol hout levert en niet al te kieskeurig is waar hij gedijt. Hij wordt dan ook als een kandidaat beschouwd voor de bosbouw.

## Beeldgalerij

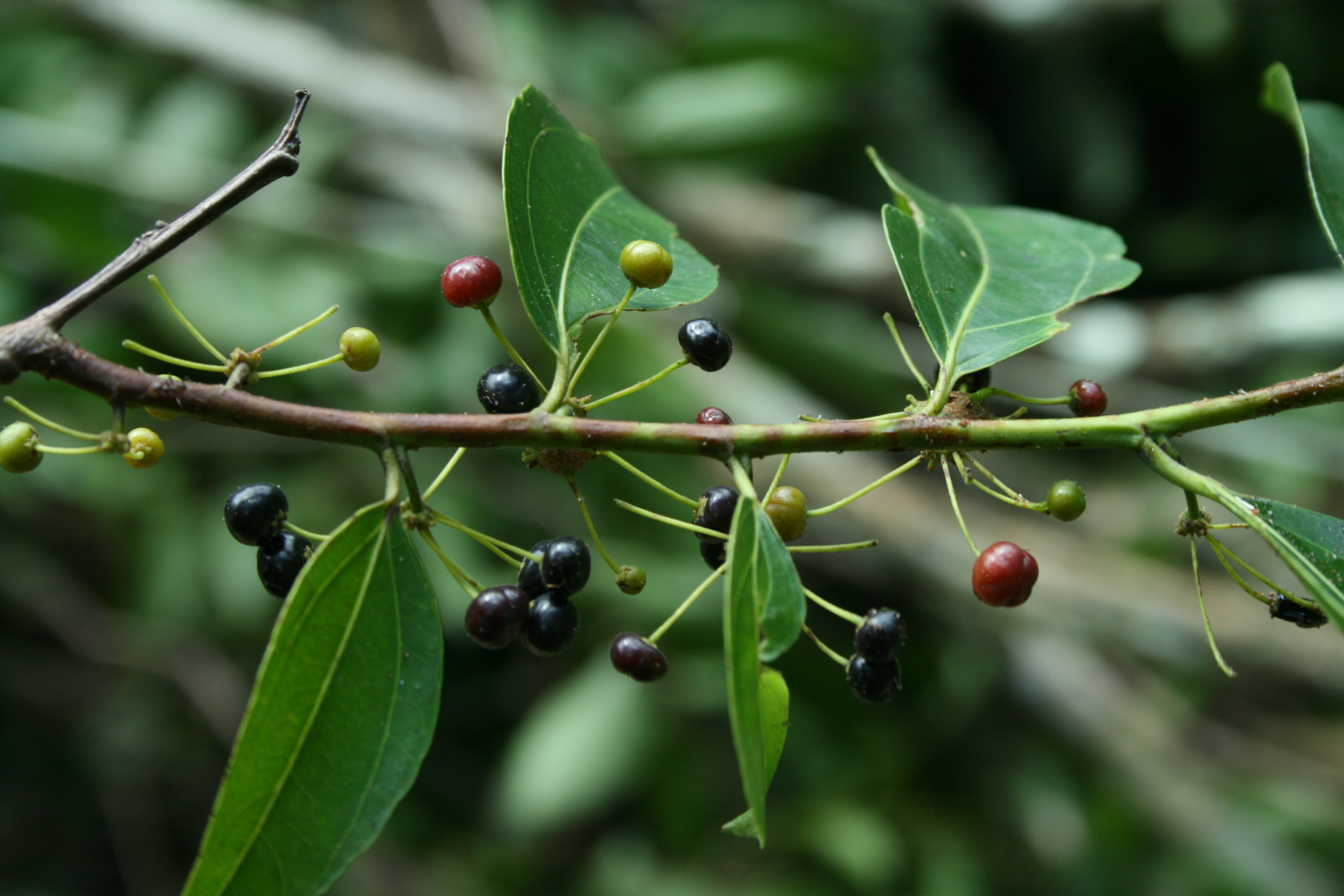
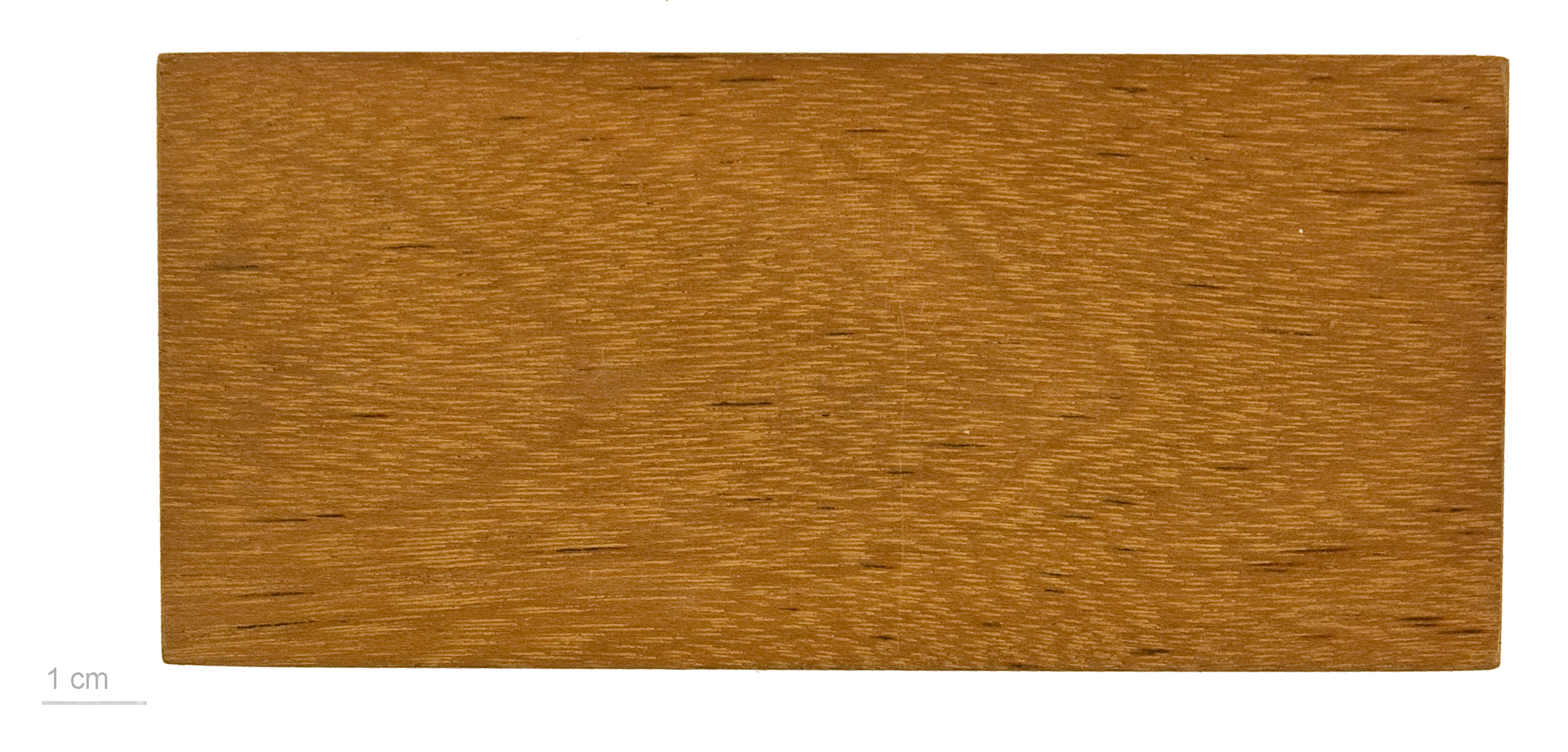
Het hout